# Список картин Архипа Куїнджі
Перелік картин Архипа Куїнджі (неповний)
| Картина | Назва                                        | Розміри         | Рік         | Місцезнаходження                                                                           |
| ------- | -------------------------------------------- | --------------- | ----------- | ------------------------------------------------------------------------------------------ |
|         | «Ісаакіївський собор у місячному освітленні» | 80 × 124,5 см   | 1869        | Смоленський художній музей                                                                 |
|         | «Хвилі»                                      |                 | 1870-і рр.  | Художній музей (Таганрог)                                                                  |
|         | «На Валаамі»                                 | 110 × 71,5 см   | 1872        | Тульський обласний художній музей                                                          |
|         | «На острові Валаамі»                         | 76 × 130 см     | 1873        | Третьяковська галерея, Москва                                                              |
|         | «Ладозьке озеро»                             | 79,5 × 62,5 см  | 1873        | Державний Російський музей, Петербург                                                      |
|         | «Забуте село»                                | 81,7 × 165 см   | 1874        | Третьяковська галерея, Москва                                                              |
|         | «Пейзаж»                                     |                 | 1874        | Луганський обласний художній музей                                                         |
|         | «Човен у морі. Крим»                         | 16 × 25,3 см    | до 1875     | Державний Російський музей, Петербург                                                      |
|         | «Тополі»                                     | 25,5 × 40,6 см  | до 1875     | Ростовський обласний музей образотворчих мистецтв                                          |
|         | «Осінь. Степ»                                | 19,8 × 34,8 см  | 1875        | Державний Російський музей, Петербург                                                      |
|         | «Хмари», ескіз                               |                 | 1875        | Державний Російський музей, Петербург                                                      |
|         | «Степ»                                       |                 | 1875        | Ярославський художній музей                                                                |
|         | «Степ з вітряком на тлі»                     | 69,5 × 109,5 см | 1875        | Ярославський художній музей                                                                |
|         | «Чумацький шлях у Маріуполі»                 | 106 × 213 см    | 1875        | Третьяковська галерея, Москва                                                              |
|         | «Дахи взимку»                                | 40 × 25 см      | 1876        | Державний Російський музей, Петербург                                                      |
|         | «Українська ніч»                             | 79 × 162 см     | 1876        | Третьяковська галерея, Москва                                                              |
|         | «Вітрильник на морі»                         | 38,4 × 26 см    | 1876        | Державний Російський музей, Петербург                                                      |
|         | «Захід сонця»                                | 22 x 35,2 см    | 1876        | Державний Російський музей, Петербург                                                      |
|         | «Повний місяць. Безсоння »                   | 25 x 30,2 см    |             |                                                                                            |
|         | «Захід сонця взимку над морем»               | 25 x 30,2 см    | 1890        | Державний Російський музей, Петербург                                                      |
|         | «Сонячні плями на снігу»                     | 24,4 × 27,2 см  | 1890        | Державний Російський музей, Петербург                                                      |
|         | «Захід сонця і дерева»                       |                 | 1890        | Ростовський обласний музей образотворчих мистецтв                                          |
|         | «Лісові дерева при заході сонця», ескіз      | 55 × 36,5 см    | 1878        | Вологодська обласна картинна галерея                                                       |
|         | «Сосна»                                      | 55 × 36,5 см    | 1878        | Сумський художній музей імені Никанора Онацького                                           |
|         | «Захід сонця в лісі»                         | 55 × 36,5 см    | 1878        | Картинна галерея Вірменії, Єреван                                                          |
|         | «Березовий гай», ескіз                       | 19 × 36,4 см    | 1879        | Державний художній музей (Нижній Новгород), закінчений варіант — Третьяковська галерея     |
|         | «Після дощу», ескіз                          |                 | 1879        | Державний Російський музей, Петербург, закінчений варіант — Третьяковська галерея          |
|         | «Північ»                                     | 132 × 103 см    | 1879        | Третьяковська галерея, Москва                                                              |
|         | «Після дощу»                                 | 102 × 159 см    | 1879        | Третьяковська галерея, Москва                                                              |
|         | «Березові стовбури»                          | 35 × 35 см      | 1879        | Пермська державна художня галерея                                                          |
|         | «Після бурі», ескіз                          | 102 × 159 см    | 1879        | Сумський художній музей імені Никанора Онацького                                           |
|         | «Після дощу»                                 |                 | 1879        | Бурятський республіканський художній музей ім. Ц. С. Сампилова                             |
|         | «Україна»                                    | 46 × 36 см      | 1879        | Державний художній музей (Нижній Новгород)                                                 |
|         | «Місячна ніч на Дніпрі»                      | 104 × 113 см    | 1879        | Третьяковська галерея, варіанти Російський музей, Петербург, Сімферополь, Картинна галерея |
|         | «Ніч»                                        |                 | 1880-ті рр. | Музей-квартира А. Куїнджі, Петербург                                                       |
|         | «Дніпро вранці»                              | 105 × 167 см    | 1881        | Третьяковська галерея, Москва                                                              |
|         | «Краєвид Москви з Воробйових гір»            | 25 × 40,5 см    | 1882        | Державний Російський музей, Петербург                                                      |
|         | «Краєвид Москви з Москворецьким мостом»      | 25,5 × 42 см    | 1882        | Державний Російський музей, Петербург                                                      |
|         | «Московський Кремль з-за Замоскворіччя»      | 25 × 40 см      | 1882        | Державний Російський музей, Петербург                                                      |
|         | «Морське узбережжя»                          |                 | 1885        | Художній музей імені Васнецових, Вятка                                                     |
|         | «Гори»                                       |                 | до 1890     | Художній музей імені Васнецових, Вятка                                                     |
|         | «Вечір»                                      |                 | до 1890     | Київська національна картинна галерея, Київ                                                |
|         | «Крим. Яйла»                                 | 11 × 17,5 см    | до 1890     | Державний Російський музей, Петербург                                                      |
|         | «Ефект заходу сонця»                         | 39 × 53 см      | 1885-1890   | Державний Російський музей, Петербург                                                      |
|         | «Гірський схил і дерева», ескіз              |                 | до 1890     | Державний Російський музей, Петербург                                                      |
|         | «Морське узбережжя, Крим»                    |                 | до 1890     | Державний Російський музей, Петербург                                                      |
|         | «Ліс», ескіз                                 | 10,8 × 17,1 см  | 1887        | Третьяковська галерея, Москва                                                              |
|         | «Лісова галявина»                            | 11 × 17 см      | 1887        | Третьяковська галерея, Москва                                                              |
|         | «Берег моря»                                 |                 | 1887        | Художній музей імені Васнецових, Вятка                                                     |
|         | «Кипариси біля моря в Криму»                 | 10,8 × 17,3 см  | 1887        | Державний Російський музей, Петербург                                                      |
|         | «Стовбури дерев»                             |                 | до 1889     | Бурятський республіканський художній музей ім. Ц. С. Сампилова                             |
|         | «Березовий ліс»                              | 38 × 58 см      | до 1889     | Бурятський республиканський художній музей ім. Ц. С. Сампилова                             |
|         | «Соняшники. Крим», ескіз                     | 25 × 40.3 см    | до 1889     | Державний Російський музей, Петербург                                                      |
|         | «Берези в лісі»                              |                 | до 1890     | Державний Російський музей, Петербург                                                      |
|         | «Гора Ельбрус вдень»                         | 19,8 × 22,3 см  | до 1890     | Державний Російський музей, Петербург                                                      |
|         | «Лісове озеро.»                              | 38,4 × 55,5 см  | 1890        | Державний Російський музей, Петербург                                                      |
|         | «Червоний захід сонця»                       | 19,2 × 35,5 см  | 1890-1895   | Державний Російський музей, Петербург                                                      |
|         | «Зима»                                       | 12,5 × 18,5 см  | 1890-1895   | Єкатеринбурзький музей образотворчих мистецтв                                              |
|         | «Схід сонця»                                 | 84 × 49,5 см    | 1890-1895   | Воронезький обласний художній музей імені І. М. Крамського                                 |
|         | «Дар'ял. Місячна ніч»                        | 38 × 56,5 см    | 1890-1895   | Третьяковська галерея, Москва                                                              |
|         | «Пейзаж. Степ»                               | 33 × 61 см      | 1890-1895   | Третьяковська галерея, Москва                                                              |
|         | «Череда в степу»                             | 51 × 42 см      | 1890-1895   | Державний Російський музей, Петербург                                                      |
|         | «Озеро. Вечір»                               | 39 × 55 см      | 1890-1895   | Державний Російський музей, Петербург                                                      |
|         | «Відлига взимку»                             | 10,8 × 17,2 см  | 1890-1895   | Державний Російський музей, Петербург                                                      |
|         | «Зима. Халупки, занесені снігом»             |                 | 1890-1895   | Державний Російський музей, Петербург                                                      |
|         | «Гори в снігу»                               | 19 × 26,5 см    | 1890-1895   | Чуваський державний художній музей, Чебоксари                                              |
|         | «Ельбрус. Місячна ніч»                       | 36,5 × 55,4 см  | 1890-1895   | Третьяковська галерея,Москва                                                               |
|         | «Кавказ. Гори під снігом»                    | 38,8 × 52,9 см  | 1890-1895   | Третьяковська галерея,Москва                                                               |
|         | «Гори»                                       | 10 × 16 см      | 1890-1895   | Державний музей образотворчих мистецтв Республіки Татарстан                                |
|         | «Рання весна»                                | 40,5 × 54 см    | 1890-1895   | Харківський художній музей                                                                 |
|         | «Сутінки»                                    | 38,7 × 55,5 см  | 1890-1895   | Державний Російський музей, Петербург                                                      |
|         | «Березовий гай. Плями сонного освітлення»    | 55 × 36,5 см    | 1890-1895   | Державний Російський музей, Петербург                                                      |
|         | «Осінь»                                      | 36,8 × 58,7 см  | 1890-1895   | Державний Російський музей, Петербург                                                      |
|         | «Кавказ. Гори в снігу»                       | 27 × 39,2 см    | 1890-1895   | Державний Російський музей, Петербург                                                      |
|         | «Захід сонця»                                |                 | 1890-1895   | Державний Російський музей, Петербург                                                      |
|         | «Після дощу»                                 |                 | 1890-1895   | Державний Російський музей, Петербург                                                      |
|         | «Хмарка»                                     |                 | 1896        | Бурятський республіканський художній музей ім. Ц. С. Сампилова                             |
|         | «Гора Ай-Петрі. Крим»                        | 39 × 53 см      | 1898-1908   | 27 січня 2018 року викрадена з Третьяковської галереї                                      |
|         | «Узбережжя і скеля»                          | 39,3 × 56,3 см  | 1898-1908   | Художній музей імені Васнецових, Вятка                                                     |
|         | «Лісове болото»                              | 10,9 × 17,3 см  | 1898-1908   | Державний Російський музей, Петербург                                                      |
|         | «Море. Крим.»                                | 54 × 40 см      | 1898-1908   | Державний Російський музей, Петербург                                                      |
|         | «Прозора вода. Похмурий день»                |                 | 1898-1908   | Державний Російський музей, Петербург                                                      |
|         | «Гай»                                        | 23,5 × 37,5 см  | 1898-1908   | Державний Російський музей, Петербург                                                      |
|         | «Захід сонця в степу»                        | 39,5 × 53 см    | 1898-1908   | Державний Російський музей, Петербург                                                      |
|         | «Ельбрус»                                    | 20 × 27,2 см    | 1898-1908   | Державний Російський музей, Петербург                                                      |
|         | «Ельбрус увечері»                            | 39,3 × 53,3 см  | 1898-1908   | Державний Російський музей, Петербург                                                      |
|         | «Рожевий захід сонця та Ельбрус»             |                 | 1898-1908   | Державний Російський музей, Петербург                                                      |
|         | «Ельбрус вдень»                              | 20 × 27,2 см    | 1898-1908   | Державний Російський музей, Петербург                                                      |
|         | «Туман у горах»                              |                 | 1898-1908   | Державний Російський музей, Петербург                                                      |
|         | «Парк у сонячному освітленні»                | 53,2 × 39,3 см  | 1898-1908   | Державний Російський музей, Петербург                                                      |
|         | «Хмара»                                      |                 | 1898-1908   | Державний Російський музей, Петербург                                                      |
|         | «Місячне освітлення в лісі взимку»           | 39 × 53,5 см    | 1898-1908   | Державний Російський музей, Петербург                                                      |
|         | «Захід сонця»                                |                 | 1898-1908   | Державний Російський музей, Петербург                                                      |
|         | «Березовий гай», ескіз                       |                 | 1898-1908   | Державний Російський музей, Петербург                                                      |
|         | «Крим. Далечінь»                             |                 | 1898-1908   | Державний Російський музей, Петербург                                                      |
|         | «Осінь. Туман»                               |                 | 1898-1908   | Державний Російський музей, Петербург                                                      |
|         | «Хмарка над гірською долиною»                |                 | 1898-1908   | Державний Російський музей, Петербург                                                      |
|         | «Ельбрус, освітлений сонцем»                 |                 | 1898-1908   | Державний Російський музей, Петербург                                                      |
|         | «Рибалки на Чорному морі»                    | 67 × 102,5 см   | 1900        | Хабаровськ                                                                                 |
|         | «Захід сонця в степу»                        | 39,5 × 57,5 см  | 1900        | Бурятський республіканський художній музей ім. Ц. С. Сампилова                             |
|         | «Вечір на Україні»                           | 81 × 163 см     | 1901        | Державний Російський музей, Петербург                                                      |
|         | «Веселка після дощу»                         | 25,9 × 31 ,8 см | до 1910     | Державний музей образотворчих мистецтв Республіки Татарстан, Казань                        |
|         | «Веселка»                                    |                 | 1900-ті     | Художній музей (Таганрог)                                                                  |
|         | «Місячна ніч на морі»                        | 72,5 × 56,3 см  | до 1910     | Пермська державна художня галерея                                                          |
|         | «Дуби»                                       | 84 × 164 см     | 1900-1905   | Державний Російський музей, Петербург                                                      |
|         | «У Криму»                                    | 38 x 56,3 см    | 1900-1905   | Саратовський художній музей імені Радищева                                                 |
|         | «Крим»                                       | 140 × 210 см    | 1900-1905   | Державний Російський музей, Петербург                                                      |
|         | «Хмарка»                                     | 194 × 140 см    | 1900-1905   | Державний Російський музей, Петербург                                                      |
|         | «Веселка»                                    | 110 × 171 см    | 1900-1905   | Державний Російський музей, Петербург                                                      |
|         | «Березовий гай»                              | 163 × 115 см    | 1901        | Національний художній музей Білорусі, Мінськ                                               |
|         | «Христос у Гетсиманському саду»              |                 | 1901        | Воронцовський палац, Алупка, Крим                                                          |
|         | «Дніпро», ескіз                              | 21,7 × 34,5 см  | 1901        | Державний Російський музей, Петербург                                                      |
|         | «Дніпро»                                     |                 | 1901        | Псков, Росія                                                                               |
|         | «Червоний захід сонця»                       | 134,6 × 188 см  | 1905        | Музей мистецтва Метрополітен, Нью-йорк, ескіз — Художній музей імені Куїнджі, Маріуполь    |
|         | «Ніч»                                        | 107 × 169 см    | 1905-1908   | Державний Російський музей, Петербург                                                      |
|         | «Волга»                                      | 104,5 × 169 см  | 1905-1908   | Державний художній музей, Баку, Азербайджан                                                |
|         | «Квітник на Кавказі»                         | 11 × 17,5 см    | 1908        | Державний Російський музей, Петербург                                                      |
|         | «Захід сонця в лісі»                         | 40 × 57,5 см    | до 1910     | Бурятський республіканський художній музей ім. Ц. С. Сампилова                             |
|         | «Місячна ніч. Зима»                          | 22 × 34 см      | до 1910     | Челябінський державний музей образотворчих мистецтв                                        |
|         | «Пейзаж уночі»                               |                 | до 1910     | Обласний художній музей імені Сукачова (Іркутськ)                                          |
|         | «Степ ввечері»                               | 76,2 × 107,3 см | до 1910     | Пермська державна художня галерея                                                          |
|         | «Сутінки в степу»                            |                 | до 1910     | Ставропольський краєвий музей образотворчих мистецтв                                       |
|         | «Зима»                                       |                 | до 1910     | Ставропольський краєвий музей образотворчих мистецтв                                       |
|         | «Казбек»                                     |                 | до 1910     | Пензенська обласна картинна галерея імені Савицького                                       |